# Pantserkorps Feldherrnhalle
Het Pantserkorps "Feldherrnhalle"  (Duits: Generalkommando Panzerkorps Feldherrnhalle) was een Duits legerkorps van de Wehrmacht tijdens de Tweede Wereldoorlog. Het korps kwam in actie in Hongarije, vóór Boedapest, en later langs de Garam. Na een terugtocht eindigde het korps in Tsjechië.

## Krijgsgeschiedenis

### Oprichting
Het 4e Pantserkorps werd opgericht op 10 oktober 1944 bij Heeresgruppe Süd uit de staf van de “Befehlshaber Operationsgebiet Ostungarn”, de Sturm-Divisie Rhodos en de Pantsergrenadierbrigade 17 plus resten van het vernietigde 4e Legerkorps.
Op 27 november 1944 werd het korps omgedoopt in Pantserkorps "Feldherrnhalle" . 

### Inzet

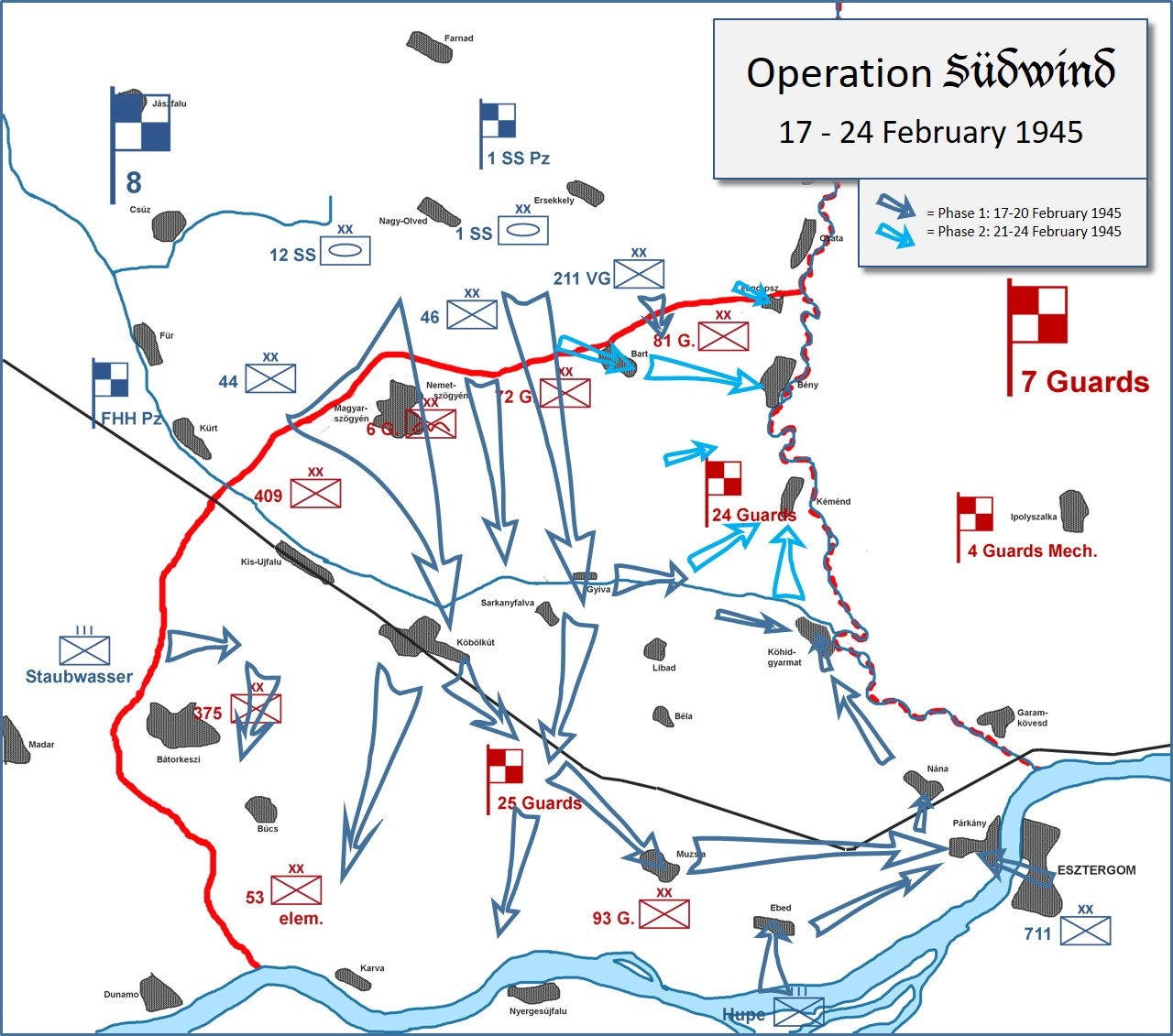
Kaart van operatie Südwind

Het korps kwam voor het eerst in actie bij de gevechten rondom Debrecen vanaf medio oktober 1944. Het korps was begin november in actie rond Jászapáti (oostelijk van Boedapest) en trok in noordwestelijke richting terug. Midden december lag het korps al ten noorden van de Ipeľ, rond Krupina in Slovakije. In dit gebied kon het korps zich een maand lang min of meer handhaven. Het korps werd op 21 januari verplaatst naar het gebied ten westen van de Garam. Het korps nam samen met het 1e SS Pantserkorps deel aan Operatie Südwind van 17 tot 24 februari 1945. De Duitsers elimineerden in deze operatie het Sovjet bruggenhoofd op de westoever van de rivier de Garam ter voorbereiding van Operatie Frühlingserwachen en dreven het 7e Sovjet Gardeleger terug naar de oostelijke oever van deze rivier. In deze positie bleven de partijen gedurende een maand liggen. Op 25 maart 1945 startten de Sovjets hun Bratislava–Brno Offensief, en het 7e Sovjet Gardeleger viel aan over de Garam en slaagde erin het korps te doorbreken. Vanaf nu volgde een terugtocht in noordwestelijke richting, door Slovakije via noordelijk van Bratislava. Rond 26 april lag het korps al in Tsjechië, oostelijk van Znojmo. Op 7 mei beschikte het korps nog over de Pantserdivisie Feldherrnhalle 2, de 25e Pantserdivisie, de 211e Volksgrenadierdivisie en de 357e Infanteriedivisie. De volgende dag probeerden de eenheden van het korps nog naar het westen te ontsnappen, richting de Amerikaanse troepen. Deze tocht van Znojmo richting Tábor mislukte echter en de meesten werden door Sovjets gevangen gemaakt. De korpscommandant, Kleemann, geraakte wél in Amerikaanse krijgsgevangenschap.
Pantserkorps "Feldherrnhalle"  capituleerde op 8 mei 1945 in Tsjechië, tussen Znojmo en Tábor.

## Bovenliggende bevelslagen
| Leger    | Legergroep           | Plaats/regio           | Begin                        | Eind                         |
| -------- | -------------------- | ---------------------- | ---------------------------- | ---------------------------- |
| 6. Armee | Heeresgruppe Süd     | Hongarije              | medio oktober 1944           | tussen 5 en 19 december 1944 |
| 8. Armee | Heeresgruppe Süd     | Ipeľ, Garam, Slovakije | tussen 5 en 19 december 1944 | 30 april 1945                |
| 8. Armee | Heeresgruppe Ostmark | Opper-Oostenrijk       | 30 april 1945                | 8 mei 1945                   |

## Commandanten
| Rang                     | Naam            | Begin           | Eind       |
| ------------------------ | --------------- | --------------- | ---------- |
| General der Panzertruppe | Ulrich Kleemann | 10 oktober 1944 | 8 mei 1945 |

1. ↑  Deze omdoping was in het chaotische laatste halfjaar van de oorlog vrij onduidelijk. In “Tessin” staat “27 november 1944 omgedoopt in Panzerkorps Feldherrnhalle, pas doorgevoerd in de Schematischen Kriegsgliederung in januari 1945.” Dit klopt ook, in de “Schematischen Kriegsgliederung” van 26 januari staat nog “IV.Pz.” en die van 1 februari staat er “Pz.K. F (IV.Pz)”. Echter, op de OKH Lagekarten staat tot en met 24 januari 1945 “IV.Pz.” en vanaf 25 januari staat er “Pz.K. “FH” (IV)”. Deze officiële data komen dus niet 100% overeen, maar geven wel aan dat de omdoping eind januari definitief plaatsvond.